# ادواردو فاخاردو

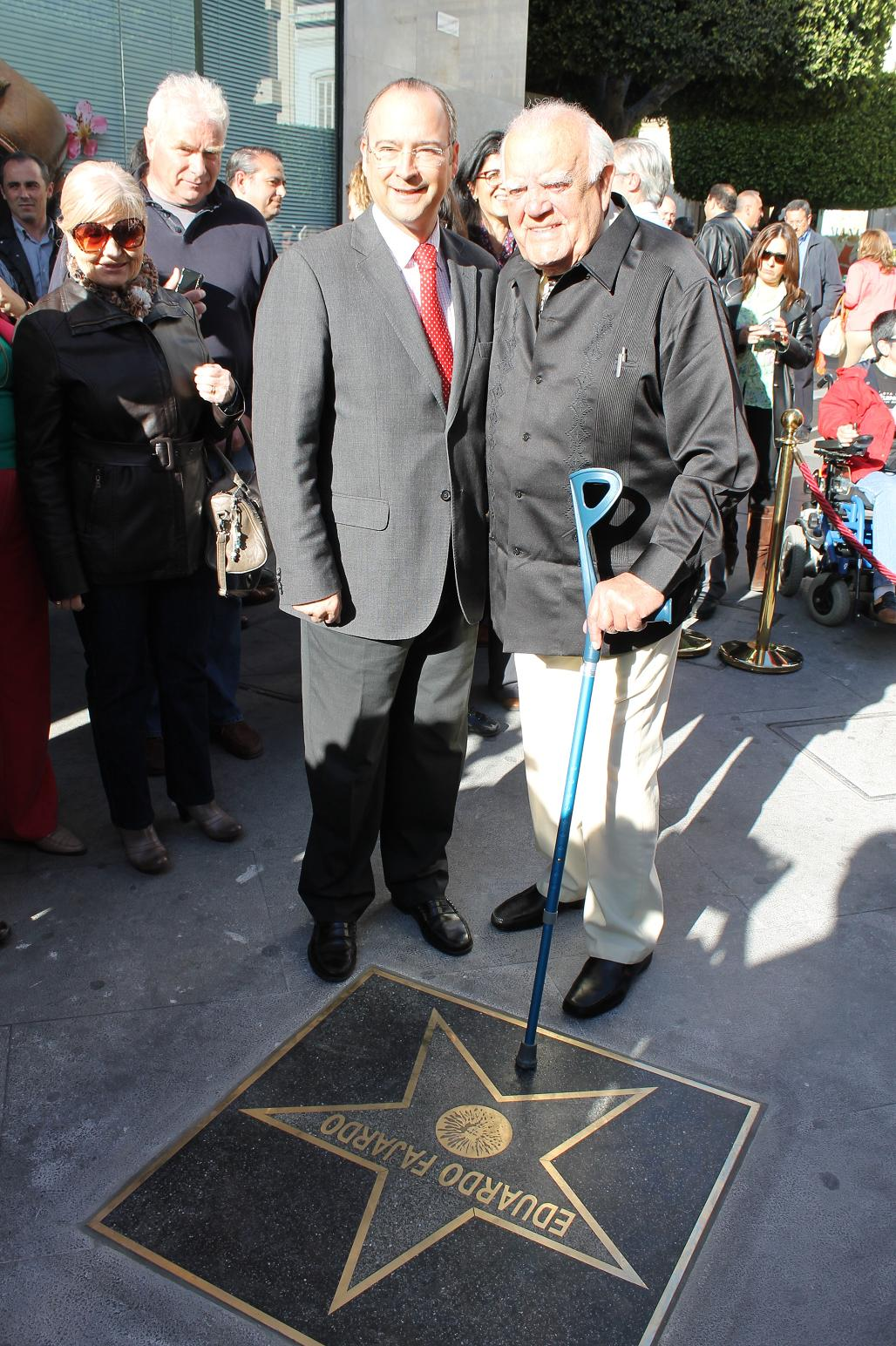

ادواردو فاخاردو (اسپانیایی: Eduardo Fajardo‎؛ زادهٔ ۱۴ اوت ۱۹۲۴ - درگذشته ۴ ژوئیهٔ ۲۰۱۹) بازیگر اهل اسپانیا بود. وی بین سال‌های ۱۹۴۷ تا ۲۰۰۲ میلادی فعالیت می‌کرد. 
از فیلم‌هایی که وی در آن نقش داشته‌است، می‌توان به مشاور، قاتل باید دوباره بکشد، هنگامه کرکس‌ها، سرباز حرفه‌ای، دو چهره ترس، مردی با چهره عجیب به‌دنبال توست تا تو را بکشد و آبادی زامبی‌ها در دل کویر اشاره کرد.